# دونکل (شرکت)
دونکل (انگلیسی: Donecle) شرکت هوافضای فرانسوی است، که در سال ۲۰۱۵ تأسیس شد.